# Wapen van Hollands Kroon (gemeente)

Wapen van Hollands Kroon

Het wapen van Hollands Kroon is op 1 maart 2012 door de gemeenteraad van de Nederlandse gemeente Hollands Kroon goedgekeurd en op 9 mei 2012 per Koninklijk Besluit aan de gemeente toegekend. Het wapen siert tevens de ambtsketen van de burgemeester. Deze keten werd voor het eerst omgehangen bij Theo van Eijk, waarnemend burgemeester van de gemeente Hollands Kroon. In september 2012 werd de ambtsketen officieel aan het publiek getoond en bij Jaap Nawijn, de eerste burgemeester van de gemeente, omgehangen.

## Ontwerp
Het wapen toont de Hollandse Leeuw met een koninklijke kroon op. Het schild is goudkleurig met daarop de rode leeuw, met blauwe nagels en tong, van het voormalige gewest Holland. Deze leeuw wordt op dit wapen gekroond door een koninklijke kroon. Op 14 september 2012 presenteerde de gemeenteraad het officiële wapendiploma.
Het wapendiploma omschrijft het wapen als:

In goud een leeuw van keel, getongd en genageld van azuur en gekroond met een koninklijke kroon, gevoerd van keel. Het schild gedekt met een gouden kroon van drie bladeren en twee parels.
— Jaarverslag Hoge Raad van Adel 2012, p. 19.

## Gebruik
Het wapen zal uitsluitend op officiële communicatie gebruikt worden. Het wapen staat al op de ambtspenning van de burgemeester en zal op de gemeentevlag en de stempel van documenten van Burgerzaken komen te staan.

### Ambtsketen
Onderaan de ambtsketen hangt de zogenoemde munt, hierop staat het gemeentelijk wapen afgebeeld. Op de andere zijde van de munt staat het rijkswapen. Ook de wapens van de voorgaande gemeentes zijn in de keten opgenomen. Deze zijn in de ovale ringen aan weerszijden van de munt geplaatst. De open ringen in de ambtsketen stellen dijken voor, gezamenlijk symboliseren zij de eeuwenlange strijd tegen het water en het inpolderen van de gebieden die nu de gemeente vormen.